# Eiko Hanamura
Eiko Hanamura (japanisch 花村 えい子, Hanamura Eiko, geborene Yamaga; * 9. November 1929 in Kawagoe; † 3. Dezember 2020 in Tokio) war eine japanische Mangaka, die auf Shōjo-Manga, Manga für Mädchen im Teenageralter, spezialisiert war.

## Leben und Werk
Hanamura stammte aus einer Kaufmannsfamilie und wuchs in Kawagoe auf. Sie studierte Kunst an der Joshibi Universität für Kunst und Design, brach ihr Studium jedoch ab, um sich dem Theater zu widmen und in einer Amateurtheatergruppe aufzutreten. Sie heiratete den Schauspieler Eiji Hanamura und zog nach Osaka.
1959 begann sie ihre professionelle Karriere als Mangaka mit der Veröffentlichung von Murasaki no Yōsei (dt. etwa „Die violette Fee“). Ein Werk, das anfangs über einen kleinen Buchladen in Osaka vertrieben wurde. Damals wurden Mangas, auch die vorwiegend von Mädchen gelesenen, fast immer von Männern gezeichnet. Somit gehörte Hanamura zu den ersten Frauen, die sich einen Namen als Mangaka machten. 1963 erschien Shiroi Hana ni Tsuzumu Michi (dt. etwa „Die Straße, die zu den weißen Blumen führt“) von Hanamura in der Zeitschrift Nakayoshi. Ihr 1968 veröffentlichter Manga Kiri no Naka no Shōjo (dt. etwa „Das Mädchen im Nebel“) wurde 1975 als Fernsehserie verfilmt.
Hanamura veröffentlichte anfangs ihre Werke in Mädchenzeitschriften wie Shōjo Comic (Verlag Shōgakukan), Shōjo Friend (Verlag Kōdansha) und Margaret (Verlag Shūeisha). Später wurden ihre Mangas auch durch ein älteres Publikum wahrgenommen, da sie in den 1970er Jahren auch Comic-Adaptionen literarischer Originalwerke von Yasuo Uchida, Misa Yamamura und Mikihiko Renjo kreierte. Sie adaptierte außerdem japanische Literaturklassiker wie Ochikubo Monogatari aus der Heian-Zeit und Genji Monogatari, den ersten psychologischen Roman Japans von Murasaki Shikibu.
Hanamura gehörte sowohl ab 2007 der Société nationale des beaux-arts in Frankreich als auch der Japan Cartoonists Association in ihrem Heimatland an. Sie wird als eine der Pionierinnen der Shōjo-Manga angesehen.

## Auszeichnungen
1989 wurde Hanamura mit dem Preis der Vereinigung japanischer Comiczeichner (日本漫画家協会賞, Nihon Mangaka Kyōkai Shō) für ihr Gesamtwerk ausgezeichnet. Für ihr Manga Genji Monogatari erhielt sie 1997 den Goßen Preis des ersten Japan Media Arts Festivals. 2013 wurde der Gipsabdruck ihrer Hand in die Sammlung des internationalen Manga Museums in Kyōto aufgenommen, in der bekannte Mangaka geehrt werden. 2018 erhielt sie von der Société nationale des beaux-arts den Goldpreis.

## Werke
- Murasaki no Yōsei (紫の妖精), 1959
- Shiroi Hana ni Tsuzumu Michi (白い花につづく道), 1963
- Kegarenaki Bojō (けがれなき慕情), 1967
- Kiri no Naka no Shōjo (霧のなかの少女), 1968
- Oka no Ue no Musume-tachi (丘の上の娘たち), 1968
- Mōhitori no Watashi (もうひとりのわたし), 1970
- Hikari to Kaze no Nakamatachi (光と風の仲間たち), 1975
- Kaze no Banka (風の晩歌), 1976
- Fukkatsu (復活), 1976, Adaption von Lew Tolstois Auferstehung
- Fukigen Kazoku (不機嫌家族), 1976, 10 Bände
- Yurusenai Ai (許せない愛), 1978
- Ai no Ryūsa (愛の流砂), 1978
- Fuyu Monogatari (冬物語り), 1979, Adaption von Genji Monogatari
- Fureai (ふれあい), 1981
- Shiroi Kamen (白い仮面), 1985
- Kazeiro no Kisetsu (風いろの季節), 1986
- Satsujinkan e Yōkoso (殺人館へようこそ), 1987
- Harajukumura Hatsu (原宿村発), 1987
- Kuchibiru (唇), 1988
- Kimi Shi ni Tamau Koto na Kare (君死に給うことなかれ), 1988
- Hanabira no Tō (花びらの塔), 1989
- Byakuren no Tera (白蓮の寺), 1990
- Rikon Tekireiki (離婚適齢期), 1990
- Kurayami no Satsujinsha (暗闇の殺人者), 1990
- Tenga Densetsu Satsujin Jiken (天河伝説殺人事件), 1991
- Fuyu no Hanabi (冬の花火), 1991
- Mystery Selection (ミステリーセレクション), 1994
- Jane Eyre (ジェーン・エア), 1996
- Ochikubo Monogatari (落窪物語), 1997, Adaption von Ochikubo Monogatari
- Ai no Request (愛のリクエスト), 1998
- Muhyō (霧氷), 2000
- Midorigawa Shinjū (戻り川心中), 2003
- Itsuwari no Happy End (偽りのハッピーエンド), 2010
- Meitantei Asami Mitsuhiko: Kihinshitsu no Kaijin (名探偵浅見光彦　貴賓室の怪人), 2011